# Hofburg

Planta del palau Hofburg

El Hofburg o antic Palau Imperial de Viena, és el primer entre els edificis de la capital austríaca per la seva magnificència i tradicions, que es remunta als temps de Rodolf d'Habsburg (1273-91).
Actualment hi tenen la seu nombrosos museus i institucions culturals. També hi té la seva residència oficial el President de la República d'Àustria.
Entre les institucions ubicades en diverses estances del Palau de Hofburg sobresurten l'Escola Espanyola d'Equitació i la Biblioteca Nacional d'Àustria així com nombrosos museus entre els quals la cambra del tresor, el Museu d'Etnologia (Museum für Völkerkunde), l'Albertina (importantíssima col·lecció de gravats i dibuixos, inclosa la famosa "Llebre" d'Albrecht Dürer) i el museu dedicat a l'emperadriu Sissi. Sense oblidar que també formen part del mateix complex, a l'altra banda de la Ringstrasse, les antigues cavallerisses reials, transformades en un important centre cultural (MuseumsQuartier) i els museus d'història de l'art i d'història natural.
Les seves modificacions i renovacions no cessaren mai. La façana principal obeeix als plànols que deixà Fischer von Erlach. Es construí amb reformes i afegitons de 1890 a 1893. El seu cos central, amb la rica cúpula daurada, té 54 metres d'altura. La porta central és de 14 metres d'alçada i té rics adornaments en ferro, com també les laterals i les finestres. A ambdós cantons de la porta hi quatre poderosos grups: Hércules matant l'hidra, per Edmond d'Hofmann; Hércules alliberant Hesione, de Johann Scherpe; Hércules alliberant Prometeu, de Joseph Lax; Hércules portant el cerber de l'altre món, d'Antoine Paul Wagner. A un i altre cantó de l'arc central superior hi ha dos genis tocant les seves trompetes portant les armes de la dinastia i amb corona, i també taules commemoratives.

## La cornisa

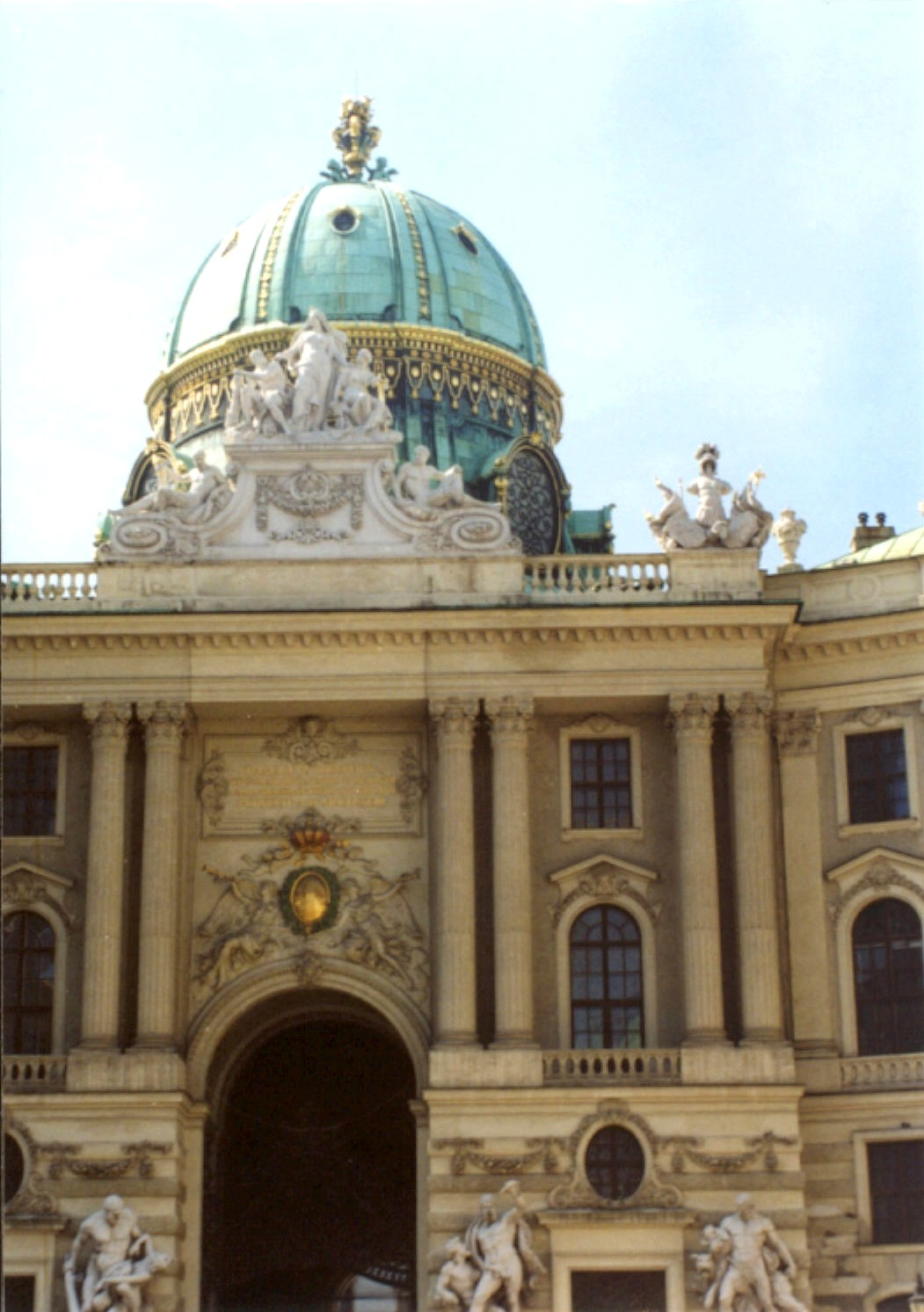
Vista de la cúpula del Hofburg

La cornisa és molt perfilada i apareix sostinguda per columnes romanes acoblades. Per sobre i corre un àtic amb les figures de la Veritat, la Justícia i la Saviesa, per Johann Benk, A cada banda si veuen Lictors en repòs, per Antoine Schmidgruber, amb trofeus de guerra en els extrems. La cúpula corona un vas sostingut per dos infants, obra de Manuel Pendel. En el caire de la cúpula si veu una àliga i trofeus per Hugo Härdtl. En els nínxols de la font Eckrisalita hi ha grups representant els senyors de la terra i del mar, per Weyr i Hellmer.
Des de l'interior de la cúpula s'aprecien unes vistes magnífiques de la plaça de Sant Miquel i del Palau per dintre. Les portes laterals estan adornades amb alts relleus. La de la dreta, amb el Senyor anant a la guerra, per Otto Konig, i a l'esquerra El retorn del vencedor, per Stefan Schwartz. En les fornícules dels corredors laterals si veuen figures al·legòriques dels Deures del Senyor i els del Poble Víctor August, per Hans Kalmsteiner; Providentia Augusta, per Franz Koch; Fides publica, per Wilhelm Seib, i Spes publica, de Worner David.

## La volta

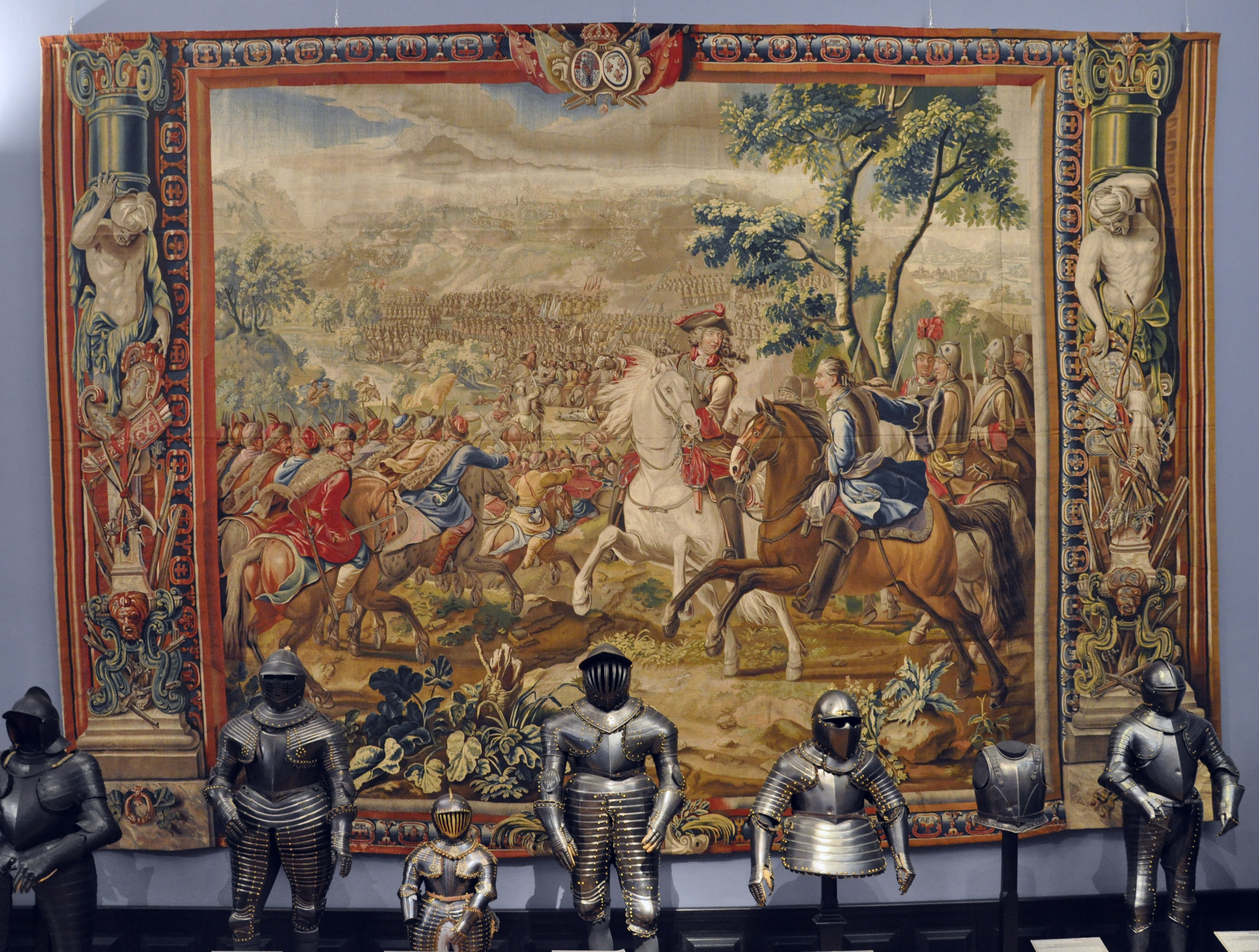
Tapís dels Gobelins al palau Hofburg

La volta de la descansa sobre forts pilars amb daurats i estucs, amb escenes de guerra militars. La cúpula té vuit lluernes i és de 24 m. de diàmetre i 34 d'altura. Les sales d'exposició contenen les habitacions i salons de cerimònies. El menjador està adornat amb tapissos dels Gobelins representant El rapte d'Elena. En les estances nomenats de Carola, el gobelí El judici de Pàris; en l'estada del Convidats, el tapís Àsia, Àfrica i Amèrica. En la gran sala d'audiència, els frescs de Pieter Kraft (1833), amb episodis de la vida de l'emperador Francesc I. Al costat es troba la sala d'audiència de l'emperador Francesc Josep I i després el saló de conferències amb el quadre mural l'Entrada dels cora-cers de Dampierre en l'Hofburg; el despatx i el dormitori del mateix sobirà.

## El Gran Saló

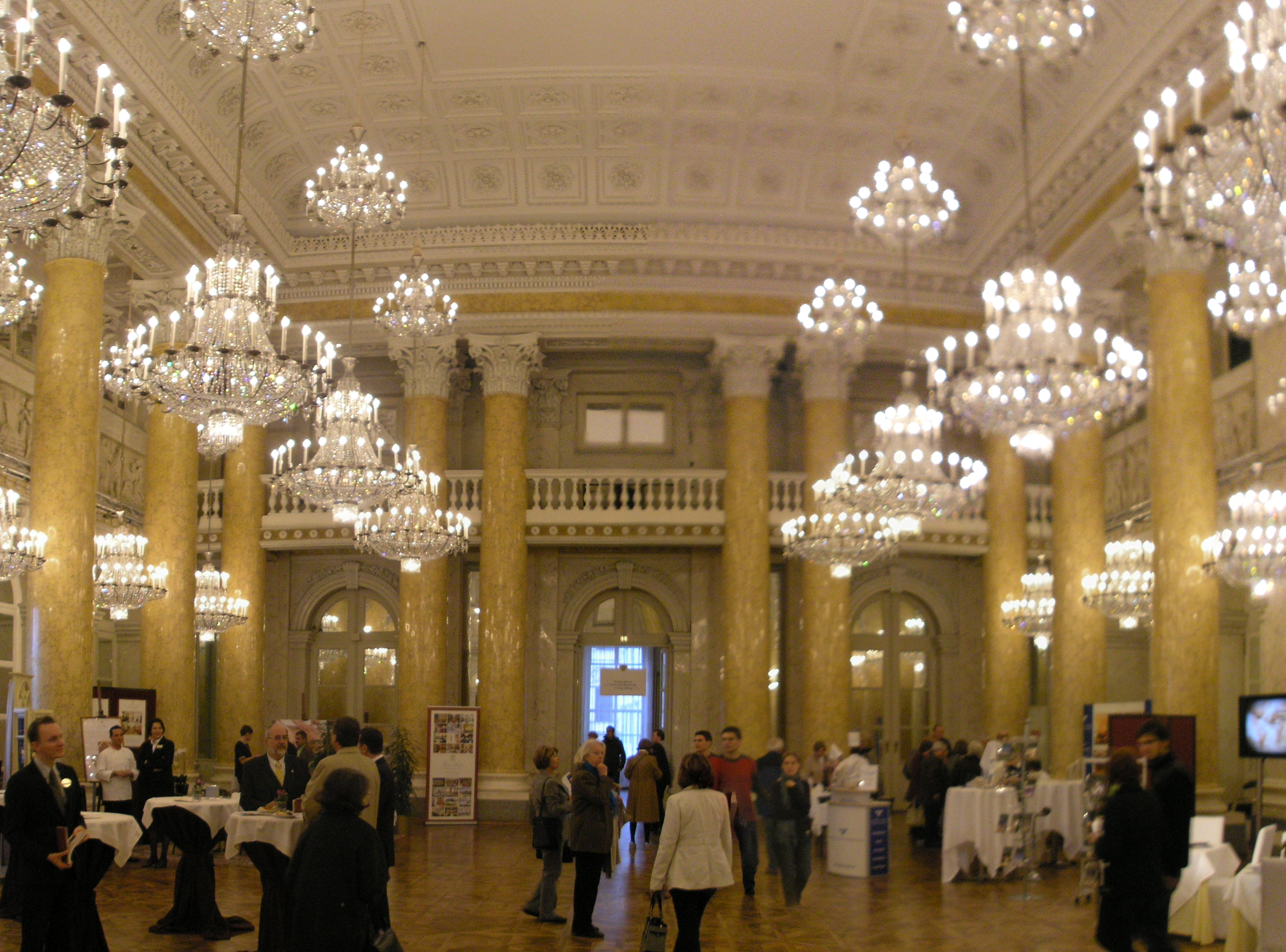
Gran Saló de les Festes

En el Gran Saló comencen les anomenades habitacions d'Amàlia, que comprenen les de l'emperadriu Isabel. El dormitori ofereix bons estucs; el tocador, quadres del Achileion de Corfú. En el saló que més endavant utilitzà Carles I com a sala de Consell s'admira l'estàtua de la princesa Elisa Bonaparte, per Antonio Canova figurant Polimnia. Segueixen després les estances anomenades russes, que habità l'emperador Alexandre I durant el Congrés de Viena. La gran sala de recepció té un preciosos tapissos vermells i estucs. Els gobelins de les parets i la coberta dels mobles conté escenes de pastors reproduint els medallons de Teissier. En el saló de l'escriptori hi ha gobelins de Brussel·les del segle xvii amb figures de diversos mesos de l'any. Les habitacions nomenades leopoldines també tenen la capella de cambra. En les parets si veuen frescs amb escenes de la Passió de Jesús i pintures dels dotze Apòstols. Per allotjar els prínceps estrangers encara es conserven les habitacions nomenades de Prínceps. Ofereixen en la seva major part l'estil modernista i ostenten gobelins del segle xvi i taules ricament incrustades. En el saló de recepció, dit de Gobelins, existeixen motius de Vertumni i Pomona; i Ròmul i Rem. En les habitacions següents si veuen obres d'art d'escoles italianes i japoneses. En el saló hi ha quadres de Makart amb escenes de la gran festa de 1879. En el dormitori si veuen tapissos representant La fundació de Roma i El rapte de les Sabines.

## Sales de cerimonial

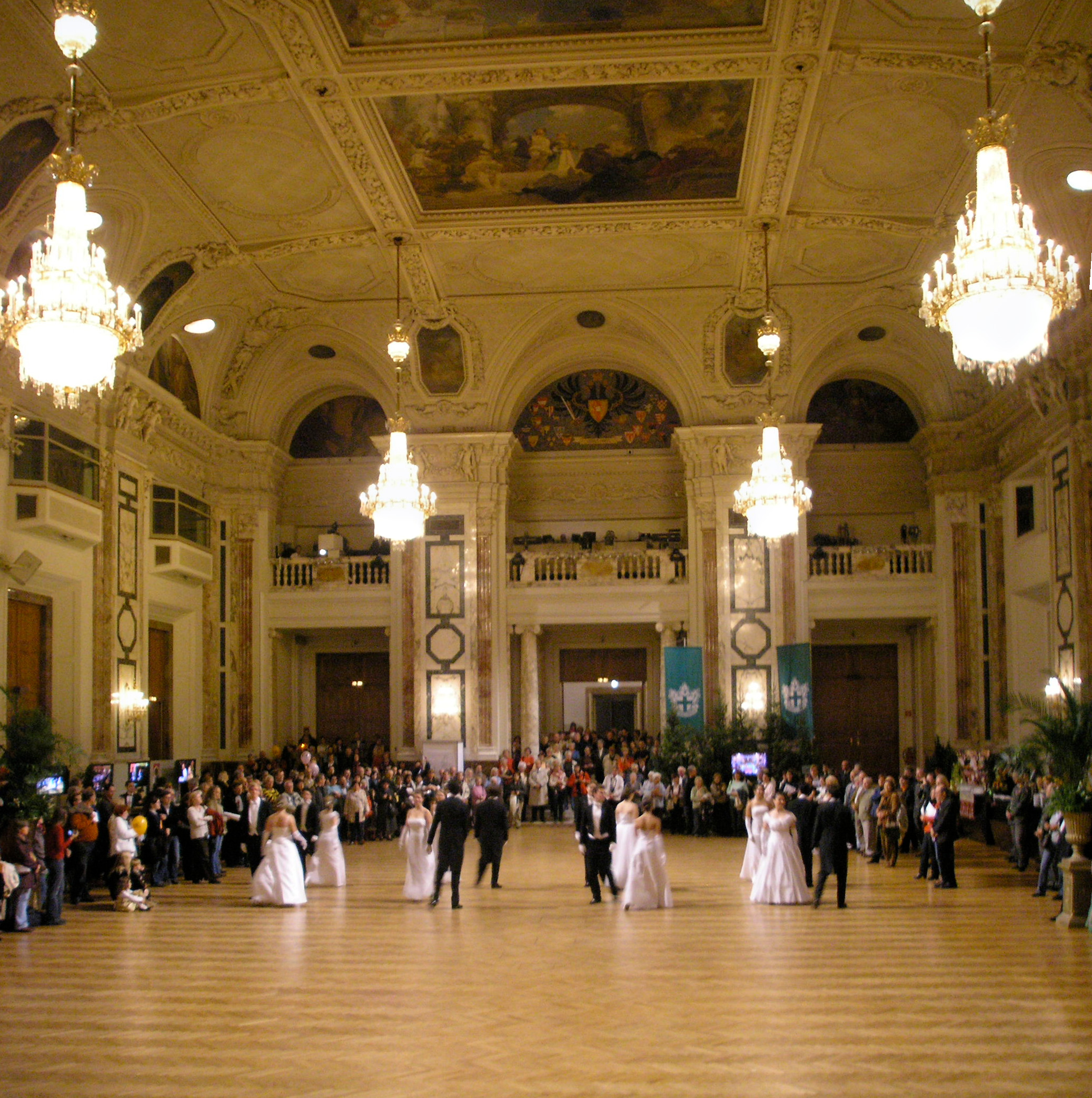
Gran Saló de Cerimònies

Es troben prop de les sales de cerimonial de l'emperadriu Maria Teresa I. La sal d'audiència conté marbres preciosos i vasos de porcellana de Sèvres. En el dormitori hi apareix un superb llit de respecte amb adornaments d'or i argent. En les parets hi ha brodats d'or. Hi ha, a més, un luxós rellotge, obra de Johann George Mayr, de 1671, amb adornaments d'or i plata. En el gabinet d'escriptori si veuen gobelins del segle xvi, amb escenes de mitologia grega. La sala dels miralls, enguany reunia els membres de la família regnant en les grans solemnitats. Conté precioses obres d'art, i entre elles moltes d'art industrial. L'aposent nomenat le Petradure posseeix obres mestres d'artistes florentins. En l'aposent de les Roses o de les Flors si veuen bells models de la indústria vienesa del vidre. Per la petita avantcambra es passa al saló del Consell privat amb tallat en fusta en les parets i gobelins amb escenes de la segona guerra turca. La sala de marbre també s'utilitzà com a menjador. L'antiga sala de cerimònies o dels Cavallers era la de les grans festivitats i avui es destina a concerts. La gran sala de festes es dedica a la mateixa finalitat i posseeix una bella vista des de les seves finestres. Les cinc estances nomenades de Radetzky ocupen el gran saló i contenen preciosos gobelins.

## La cambra del tresor[1]

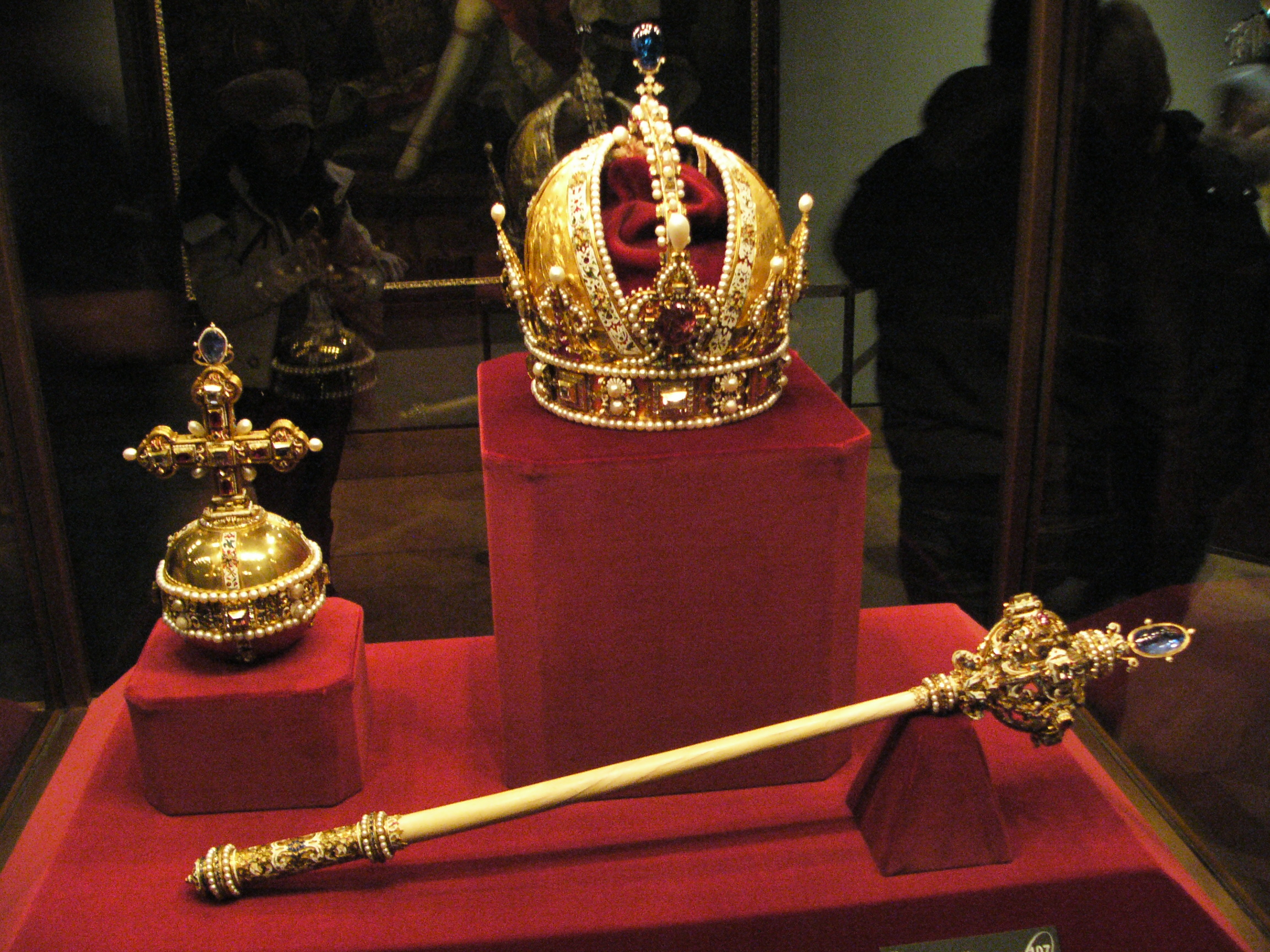
Ceptre, globus i corona Imperial d'Àustria

Es tracta d'una extraordinària col·lecció d'orfebreria i arts sumptuàries, sobretot d'època medieval. Conté les insígnies del Sacre Imperi Romanogermànic. Així s'hi veuen la corona imperial, el globus imperial en or i el ceptre del segle xiv, com també el sabre anomenat de Carlemany, l'espasa de Sant Maurici, del segle xiii, l'evangeliari de la coronació i el mantell, la "santa llança" també anomenada llança de Sant Maurici amb el clau de la Vera Creu i nombroses relíquies. El reliquiari sagrat té accés per la porta d'arc entre la plaça exterior i interior del Hofburg. Entre elles es pot veure el llenç de la Verònica, un clau de la mà dreta de Crist i espines de la seva Corona.
L'any 1797 també es va incorporar a tresor imperial el tresor de l'orde del Toisó d'Or.

## Les cavallerisses (MuseumsQuartier)
L'emperador Carles VI va ordenar la construcció d'unes cavallerisses amb capacitat per a 600 cavalls i 200 cotxes. La construcció es va iniciar l'any 1719 sota la direcció de l'arquitecte Johann Bernhard Fischer von Erlach i va continuar sota la direcció del fill d'aquest, Joseph Emanuel. Durant les guerres napoleòniques van resultar malmeses, de manera que durant el segle xix es van reformar i ampliar amb nous equipaments. L'obertura de la Ringstrasse va deixar les cavallerisses a l'altra banda d'aquesta avinguda i amb la fi de la monarquia, després de la Primera Guerra Mundial, van passar a ser utilitzades per la Fira de Viena. Als anys vuitanta del segle XX es va començar a plantejar la transformació d'aquest gran complex en un centre cultural. L'any 1990 es va crear l'empresa que havia de desenvolupar el projecte, mentre es debatia intensament sobre les propostes arquitectòniques elaborades per l'estudi d'arquitectura Ortner & Ortner. Les obres van començar l'any 1998 i tres anys més tard, el 2001, s'inaugurava la primera fase. Van seguir, poc després, una segona i una tercera fase fins a assolir el ple funcionament al voltant de 2005, amb un nombre creixent d'usuaris. En l'actualitat el MuseumsQuartier inclou, entre d'altres, el Leopold Museum (on sobresurten les obres d'Egon Schiele i Gustav Klimt), el Museu d'Art contemporani conegut per l'acrònim MUMOK, una Kunsthalle i el Centre d'Arquitectura de Viena.

## L'inacabat Fòrum Imperial

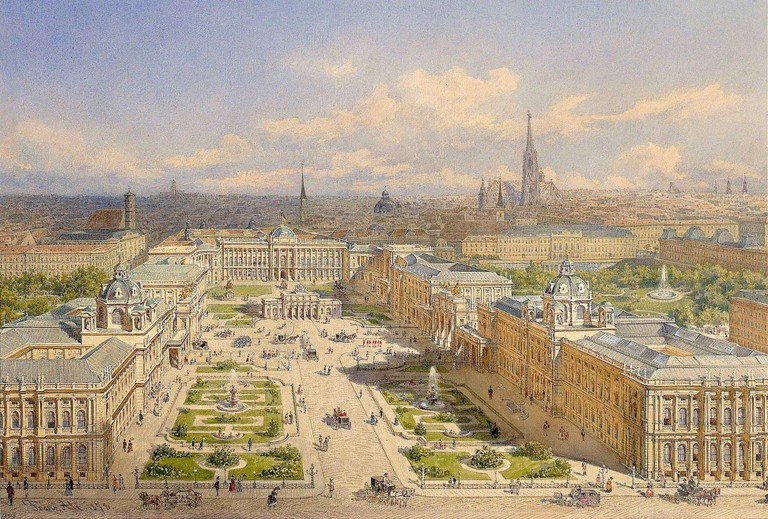
El Fòrum Imperial concebut per Gottfried Semper. En primer terme, la Maria-Theresien Platz i els museus d'història de l'art i d'història natural

L'enderroc de les antigues muralles de Viena i l'inici de la construcció de la Ringstrasse van ver possible la confluència del palau i de la nova avinguda. L'any 1864 l'emperador Francesc Josep I va aprovar un projecte que preveia la construcció de diversos museus entre el palau i la Ringstrasse, destinats a exposar les col·leccions imperials. Tanmateix, la proposta definitiva la va aportar Gottfried Semper, el qual va concebre un grandiós Fòrum Imperial entre el palau i les cavallerisses (1869), amb dos grans museus, el d'història de l'art i el d'història natural situats un davant de l'altre, a la Maria-Theresien Platz, oberta a la Ringstrasse. De l'ambiciós projecte de Fòrum Imperial tan sols es van arribar a construir els dos museus esmentats i l'edifici anomenat Neue Burg. Semper va comptar amb la col·laboració, no exempta de tensions, de Karl Freiherr von Hasenauer, el qual va assumir la direcció del projecte després de la partida de Semper, el 1876. El projecte va quedar definitivament estroncat arran de la Primera Guerra Mundial i de la fi de la monarquia.
Actualment el Neue Burg acull la Biblioteca Nacional d'Àustria i algunes col·leccions del Kunsthistorisches Museum (Museu d'Efes, col·lecció d'armes i armadures i col·lecció d'instruments musicals antics)
Davant del Neue Burg es troba la Plaça dels Herois (Heldenplatz), presidida per les estàtues eqüestres de Carles Lluís d'Austria i d'Eugeni de Savoia. i oberta al Volksgarten, on hi ha el neoclàssic temple de Teseu (1819-1823), una rèplica a menor escala del temple d'Hefest a Atenes.